# Gustavo Segré
Gustavo Alberto Segré (Buenos Aires, 16 de marzo de 1964) es un consultor económico, analista internacional, escritor y docente.

## Biografía
Es Bachiller en Ciencias Contables por la Universidade Paulista;. y analista del La Nación + y político de Juntos por el Cambio.Fue concejal en Río Cuarto. En 2017 Gustavo Segre, fue presidente del bloque de ediles Río Cuarto, en ese años eria imputado junto a su secretaria Verónica Abasolo, por el fiscal de Instrucción Julio Rivero como presuntos autores de "fraude en perjuicio de la administración pública", en grado de tentativa, así como por "uso de documento privado adulterado".

## Libros
- Segré, Gustavo; Aleksink, Néstor. Socorro, quiero exportar. Macchi.
- Segré, Gustavo. Fundamentos para un proyecto de exportación. Editorial Osmar D. Buyatti. 2012 (2a edición). Buenos Aires. ISBN 9789871577675.